# Norma matriciale
In matematica, una norma matriciale è la naturale estensione alle matrici del concetto di norma definito per i vettori.

## Definizione
Una norma sullo spazio vettoriale {\displaystyle K^{m\times n}} delle matrici a elementi nel campo {\displaystyle K} è una funzione {\displaystyle \|\cdot \|:K^{m\times n}\to \mathbb {R} ^{+}} tale che per ogni coppia di matrici {\displaystyle A} e {\displaystyle B} e per ogni scalare {\displaystyle \lambda \in K} si verifica:
- {\displaystyle \|A\|=0} se e solo se {\displaystyle A=0} (matrice nulla)
- {\displaystyle \|\lambda A\|=|\lambda |\|A\|}
- {\displaystyle \|A+B\|\leq \|A\|+\|B\|}

Si riconoscono quindi esattamente le stesse proprietà delle norme vettoriali; ciò riflette il fatto che lo spazio delle matrici è isomorfo allo spazio di vettori {\displaystyle K^{mn}} (per esempio tramite l'applicazione che manda una matrice nel vettore che contiene una dopo l'altra le sue righe) e quindi una norma matriciale deve avere perlomeno le stesse proprietà di una norma vettoriale.
In più, se {\displaystyle m=n}, cioè le matrici sono quadrate, generalmente si chiede che venga soddisfatta anche la proprietà di sub-moltiplicatività:
- {\displaystyle \|AB\|\leq \|A\|\|B\|}

Se è vera la sub-moltiplicatività si ricava subito che per la matrice identità vale {\displaystyle \|I\|=\|I\cdot I\|\leq \|I\|\|I\|\Rightarrow \|I\|\geq 1}.
Lo spazio {\displaystyle K^{n\times n}} munito di una norma sub-moltiplicativa è un esempio di algebra di Banach.

## Norma indotta
Se è data una norma su {\displaystyle K^{n}} ({\displaystyle K} saranno i numeri reali o i numeri complessi), che per distinguere si indicherà con {\displaystyle |\cdot |}, allora è definita una norma su {\displaystyle K^{m\times n}}, detta norma indotta o anche norma operatoriale, in questo modo:
{\displaystyle \|A\|=\sup _{|x|=1}|Ax|=\sup _{x\neq 0}{\frac {|Ax|}{|x|}}}
Essa coincide con la norma della trasformazione lineare {\displaystyle A:x\mapsto Ax} associata alla matrice, vista come operatore lineare continuo tra spazi di Banach, che si dà in analisi funzionale.
Nel caso quadrato, questa norma risulta sub-moltiplicativa se viene usato lo stesso tipo di norma sia nel dominio sia nel codominio. Per esempio, se per i vettori utilizziamo una delle norme p otteniamo delle norme, che si chiameranno sempre norme p, così definite:
{\displaystyle \|A\|_{p}=\sup _{|x|_{p}=1}|Ax|_{p}}.

### Proprietà
Per una norma indotta è sempre vero che {\displaystyle \|I\|=1} e che {\displaystyle |Ax|\leq \|A\||x|}. Per una norma qualsiasi, se ciò accade allora si dice che la norma è compatibile rispetto alla norma {\displaystyle |\cdot |}.
Per alcuni valori particolari di {\displaystyle p} si dimostra che valgono alcune identità che facilitano il calcolo:
{\displaystyle \|A\|_{1}=\max _{j=1,\ldots ,n}\sum _{i=1}^{m}|a_{ij}|}
{\displaystyle \|A\|_{\infty }=\max _{i=1,\ldots ,m}\sum _{j=1}^{n}|a_{ij}|}
Ne segue immediatamente che {\displaystyle \|A\|_{1}=\|A^{t}\|_{\infty }}; dunque se {\displaystyle A} è simmetrica {\displaystyle \|A\|_{1}=\|A\|_{\infty }}. In più, se {\displaystyle m=n} vale:
{\displaystyle \|A\|_{2}={\sqrt {\rho (A^{*}A)}}}
dove {\displaystyle A^{*}} è la trasposta coniugata di {\displaystyle A} (la trasposta nel caso reale) e {\displaystyle \rho (A^{*}A)} è il raggio spettrale di {\displaystyle A^{*}A}, cioè il massimo tra i suoi autovalori in valore assoluto. Il caso {\displaystyle p=2} è detto anche norma spettrale. Se {\displaystyle A} è simmetrica allora l'uguaglianza si riduce a:
{\displaystyle \|A\|_{2}=\rho (A)}
Vale anche sempre che:
{\displaystyle \|A\|_{2}\leq {\sqrt {\|A\|_{1}\|A\|_{\infty }}}}
Qualsiasi norma indotta soddisfa la disuguaglianza:
{\displaystyle \|A\|\geq \rho (A)}
e inoltre vale che:
{\displaystyle \lim _{r\to \infty }\|A^{r}\|^{1/r}=\rho (A)}

## Norma compatibile
Una norma matriciale {\displaystyle \|\cdot \|_{ab}} su {\displaystyle K^{m\times n}} è detta compatibile (o consistente) con una norma vettoriale {\displaystyle \|\cdot \|_{a}} su {\displaystyle K^{n}} e una norma vettoriale {\displaystyle \|\cdot \|_{b}} su {\displaystyle K^{m}} se:
{\displaystyle \|Ax\|_{b}\leq \|A\|_{ab}\|x\|_{a}}
per ogni {\displaystyle A\in K^{m\times n}} e per ogni {\displaystyle x\in K^{n}}. Tutte le norme indotte sono compatibili per definizione.

## Altre norme
Diffuse sono anche le norme che valutano la matrice "componente per componente", cioè equiparandola al vettore avente come componenti le entrate della matrice. Per esempio, i corrispettivi delle norme p vettoriali per le matrici, che si chiameranno sempre norme p (ma che sono distinte dalle norme p indotte), sono:
{\displaystyle \|A\|_{p}=\left(\sum _{i=1}^{m}\sum _{j=1}^{n}|a_{ij}|^{p}\right)^{1/p}}
In quanto sostanzialmente sono norme vettoriali, queste norme p sono sub-moltiplicative.
Come prima, il caso {\displaystyle p=2} assume una certa importanza: esso viene detto anche norma di Frobenius ed è definibile anche come:
{\displaystyle \|A\|_{2}=\|A\|_{F}={\sqrt {\sum _{i=1}^{m}\sum _{j=1}^{n}|a_{ij}|^{2}}}={\sqrt {{\mbox{tr}}(A*A^{T})}}={\sqrt {\sum _{i=1}^{\min\{m,n\}}\sigma _{i}^{2}}}}
dove {\displaystyle {\mbox{tr}}(A*A^{T})} è la traccia di {\displaystyle A*A^{T}} e {\displaystyle \sigma _{i}} sono i valori singolari di {\displaystyle A}.
Una proprietà singolare della norma di Frobenius è che se con {\displaystyle A_{i}} indichiamo le colonne di {\displaystyle A}, allora vale la seguente uguaglianza:
{\displaystyle \|A\|_{F}^{2}=\|A_{1}\|_{2}^{2}+\|A_{2}\|_{2}^{2}+\ldots +\|A_{n}\|_{2}^{2}}

## Norme equivalenti
Per ogni coppia di norme matriciali {\displaystyle \|\cdot \|_{p}} e {\displaystyle \|\cdot \|_{q}} valgono le disuguaglianze:
{\displaystyle c_{1}\|A\|_{p}\leq \|A\|_{q}\leq c_{2}\|A\|_{p}\qquad c_{1},c_{2}>0}
cioè le due norme sono equivalenti. Esse quindi inducono la stessa topologia su {\displaystyle K^{m\times n}}.
Di seguito sono riportati alcuni esempi di tali costanti {\displaystyle c_{1},c_{2}} per una matrice reale:
- {\displaystyle \|A\|_{2}\leq \|A\|_{F}\leq {\sqrt {n}}\|A\|_{2}}
- {\displaystyle \|A\|_{max}\leq \|A\|_{2}\leq {\sqrt {mn}}\|A\|_{max}}
- {\displaystyle {\frac {1}{\sqrt {n}}}\|A\|_{\infty }\leq \|A\|_{2}\leq {\sqrt {m}}\|A\|_{\infty }}
- {\displaystyle {\frac {1}{\sqrt {m}}}\|A\|_{1}\leq \|A\|_{2}\leq {\sqrt {n}}\|A\|_{1}}

dove {\displaystyle \|A\|_{\infty }} rappresenta la norma infinito indotta e {\displaystyle \|A\|_{max}} la sua norma uniforme, cioè il massimo dei moduli dei suoi elementi.